# Sarmiento (cràter)
Sarmiento és un cràter d'impacte en el planeta Mercuri de 95 km de diàmetre. Porta el nom de l'escriptor argentí Domingo Faustino Sarmiento (1811-1888), i el seu nom va ser aprovat per la Unió Astronòmica Internacional el 1979.